# FIBA 3x3 Challengers
 (avril 2022).
 (avril 2022).
Les Challengers sont des tournois qualificatifs pour le FIBA 3x3 World Tour, le circuit professionnel masculin de basket 3x3. Créés en 2013, les Challengers permettent aux 2 équipes finalistes de se qualifier directement à un Masters (aussi appelé World Tour).
Dans la hiérarchie des tournois masculins, ils se situent au second niveau mondial, juste après les Masters. Les joueurs des équipes participantes récoltent des points au classement mondial en fonction de leurs résultats.
La compétition se déroule sur deux jours et voit s'affronter 12 équipes dans le tableau final.

## Qualifications
Il existe trois moyens pour participer à un tournoi Challenger : 
- remporter un tournoi qualificatif Lite Quest organisé en amont du Challenger
- faire partie des équipes nommées par la FIBA en fonction du classement mondial. La FIBA sélectionne 5 équipes classées entre la 1ère et la 20e place.
- bénéficier d'une des wild cards détenues par l'organisateur du Challenger

## Tournois Challengers
La liste des Challengers change chaque année en fonction de l'acceptation de la FIBA. En 2021, chaque tournoi Challenger offre une dotation de 40 000 $.
| Année | Tournoi                                            | Vainqueur                                          |        |
| ----- | -------------------------------------------------- | -------------------------------------------------- | ------ |
| 2013  | Saint-Petersburg Challenger                        | Ognezashita                                        | [ 3 ]  |
| 2013  | Moscow Open Challenger                             | Thorex                                             | [ 3 ]  |
| 2013  | Raiffeisen Bank Bucharest Challenger               | Basket 3x3                                         | [ 3 ]  |
| 2013  | Kiev Challenger                                    | Thorex                                             | [ 3 ]  |
| 2013  | Lugano Challenger                                  | Saint-Petersburg                                   | [ 3 ]  |
| 2014  | Saint-Petersburg Challenger                        | Novi Sad                                           | [ 4 ]  |
| 2014  | Moscow Open Challenger                             | Ognezaschita St. Petersburg                        | [ 4 ]  |
| 2014  | Raiffeisen Bank Bucharest Challenger               | Palo Peak Team                                     | [ 4 ]  |
| 2014  | Lugano Challenger                                  | Belgrade                                           | [ 4 ]  |
| 2014  | Ooredoo Tunis Challenger                           | Gazelec Sport                                      | [ 4 ]  |
| 2014  | 3x3 EuroTour GAME Copenhagen Challenger            | 3x3 Team Ljubljana                                 | [ 4 ]  |
| 2014  | Neuqen Challenger                                  | Instituto Drible Certo                             | [ 4 ]  |
| 2015  | Doha Challenger                                    | Lusail                                             | [ 5 ]  |
| 2015  | Abu Dhabi Challenger                               | Novi Sad Al Wahda                                  | [ 5 ]  |
| 2015  | GAME Copenhagen Challenger                         | Cieniasy Kolobrzeg                                 | [ 5 ]  |
| 2015  | Saint-Petersburg Challenger                        | Belgrade                                           | [ 5 ]  |
| 2015  | Novosibirsk Challenger                             | Ljubljana                                          | [ 5 ]  |
| 2015  | Moscow Open Challenger                             | Ognezaschita St. Petersburg                        | [ 5 ]  |
| 2015  | SABA Colombo Challenger                            | Bangalore                                          | [ 5 ]  |
| 2015  | Raiffeisen Lugano Challenger                       | Domzale                                            | [ 5 ]  |
| 2015  | Raiffeisen Bank Bucharest Challenger               | Belgrade                                           | [ 5 ]  |
| 2015  | ANB3x3 São Paulo Challenger                        | Novi Sad Al Wahda                                  | [ 5 ]  |
| 2015  | Neuqen Challenger                                  | Tragedia                                           | [ 5 ]  |
| 2016  | Doha Challenger                                    | Al Gharafa                                         | [ 6 ]  |
| 2016  | World Hoops Penang Challenger                      | Piran                                              | [ 6 ]  |
| 2016  | Chengdu Challenger                                 | Gdańsk                                             | [ 6 ]  |
| 2016  | Abu Dhabi Challenger                               | Ljubljana                                          | [ 6 ]  |
| 2016  | Malbée Lipik Challenger                            | Novi Sad Al Wahda                                  | [ 6 ]  |
| 2016  | Shenzen Challenger                                 | El Palo Peak Malaga                                | [ 6 ]  |
| 2016  | Moscow Open Challenger                             | Novi Sad Al Wahda                                  | [ 6 ]  |
| 2016  | ING DiBa Berlin Challenger                         | Urbancity.pl Gdańsk                                | [ 6 ]  |
| 2016  | Sibiu Challenger                                   | Master Banovci                                     | [ 6 ]  |
| 2016  | Lugano Challenger                                  | NS Liman                                           | [ 6 ]  |
| 2016  | Raiffeisen Bank Bucharest Challenger               | Novi Sad Al Wahda                                  | [ 6 ]  |
| 2016  | The Hague Challenger                               | Ljubljana                                          | [ 6 ]  |
| 2016  | São Paulo Challenger                               | Rio Preto Protendit                                | [ 6 ]  |
| 2017  | Nanjing Challenger                                 | Zemun                                              | [ 7 ]  |
| 2017  | World Hoops Penang Challenger                      | Ljubljana                                          | [ 7 ]  |
| 2017  | Huai An Challenger                                 | Zemun                                              | [ 7 ]  |
| 2017  | Ulaanbaatar Challenger                             | Liman                                              | [ 7 ]  |
| 2017  | Odense Challenger                                  | Vitez EcosRomari                                   | [ 7 ]  |
| 2017  | The Hague Challenger                               | Novi Sad Al Wahda                                  | [ 7 ]  |
| 2017  | Cedevita Lipik Challenger                          | Novi Sad Al Wahda                                  | [ 7 ]  |
| 2017  | Sibiu Challenger                                   | Belgrade Olimp                                     | [ 7 ]  |
| 2017  | São Paulo Challenger                               | Piran                                              | [ 7 ]  |
| 2017  | Tinkoff Moscow Challenger                          | Riga Ghetto Basket                                 | [ 7 ]  |
| 2017  | Raiffeisen Bank Bucharest Challenger               | Riga Ghetto Basket                                 | [ 7 ]  |
| 2017  | Samsung Ljubljana Challenger                       | Liman                                              | [ 7 ]  |
| 2017  | ING DiBa Berlin Challenger                         | Novi Sad Al Wahda                                  | [ 7 ]  |
| 2017  | Absolute Taipei City Challenger                    | Riga Ghetto Basket                                 | [ 7 ]  |
| 2018  | GoYang Challenger                                  | Saskatoon                                          | [ 8 ]  |
| 2018  | Nanjing Challenger                                 | Riga Ghetto                                        | [ 8 ]  |
| 2018  | World Hoops Penang Challenger                      | Piran                                              | [ 8 ]  |
| 2018  | Wuxi Challenger                                    | Liman TeslaVoda                                    | [ 8 ]  |
| 2018  | Huaian Challenger                                  | Princeton                                          | [ 8 ]  |
| 2018  | Tinkoff Moscow Challenger                          | Gagarin                                            | [ 8 ]  |
| 2018  | Sydney Challenger                                  | Piran                                              | [ 8 ]  |
| 2018  | CDBA Chengdu Challenger                            | Liman TeslaVoda                                    | [ 8 ]  |
| 2018  | The Hague Challenger                               | Amsterdam Inoxdeals                                | [ 8 ]  |
| 2018  | Ulaanbaatar Challenger                             | Piran                                              | [ 8 ]  |
| 2018  | Limassol Challenger                                | Humpolec Bernard                                   | [ 8 ]  |
| 2018  | Hang Zhou Challenger                               | Saskatoon                                          | [ 8 ]  |
| 2018  | Cedevita Lipik Challenger                          | Riga Ghetto                                        | [ 8 ]  |
| 2018  | Kaunas Challenger                                  | Amsterdam Inoxdeals                                | [ 8 ]  |
| 2018  | Vieques Challenger                                 | Princeton                                          | [ 8 ]  |
| 2018  | Lignano Sabbiadoro Challenger                      | Liman TeslaVoda                                    | [ 8 ]  |
| 2018  | Ghetto Basket Ventspils Challenger                 | Riga Ghetto                                        | [ 8 ]  |
| 2018  | Raiffeisen Bank Bucharest Challenger               | Riga Ghetto                                        | [ 8 ]  |
| 2018  | Cedevita Ljubljana Challenger                      | Amsterdam Inoxdeals                                | [ 8 ]  |
| 2018  | ING Berlin Challenger                              | Princeton                                          | [ 8 ]  |
| 2018  | Shangai Challenger                                 | Riga Ghetto                                        | [ 8 ]  |
| 2018  | Edmonton Challenger                                | NY Harlem 3ball                                    | [ 8 ]  |
| 2019  | Wuxi Challenger                                    | Riga Ghetto                                        | [ 9 ]  |
| 2019  | Fountask Nanjing Challenger                        | Edmonton                                           | [ 9 ]  |
| 2019  | Penang Challenger                                  | Novi Sad                                           | [ 9 ]  |
| 2019  | Huaqiao Int. Kunshan Challenger                    | Liman                                              | [ 9 ]  |
| 2019  | Novi Sad Challenger                                | Novi Sad                                           | [ 9 ]  |
| 2019  | Tinkoff Moscow Challenger                          | Novi Sad                                           | [ 9 ]  |
| 2019  | OPAP Limassol Challenger                           | NY Harlem                                          | [ 9 ]  |
| 2019  | Ulaanbaatar Challenger                             | Zemun                                              | [ 9 ]  |
| 2019  | Lipik Challenger                                   | Vrbas                                              | [ 9 ]  |
| 2019  | Hongxiang Holdings Haining Challenger              | Liman                                              | [ 9 ]  |
| 2019  | Raudondvaris Challenger                            | Šakiai Gulbelė                                     | [ 9 ]  |
| 2019  | Poitiers Challenger                                | Piran                                              | [ 9 ]  |
| 2019  | Ekaterinburg Challenger                            | Korolev                                            | [ 9 ]  |
| 2019  | Belgrade Challenger                                | Zemun                                              | [ 9 ]  |
| 2019  | Yichang Challenger                                 | Liman                                              | [ 9 ]  |
| 2019  | Huaian Challenger                                  | NY Harlem                                          | [ 9 ]  |
| 2019  | Ghetto Basket Riga Challenger                      | NY Harlem                                          | [ 9 ]  |
| 2019  | Bucharest Challenger                               | NY Harlem                                          | [ 9 ]  |
| 2019  | Ljubljana Challenger                               | Vrbas                                              | [ 9 ]  |
| 2019  | F.I.P. Rimini Challenger                           | Novi Sad                                           | [ 9 ]  |
| 2019  | Xiongan Challenger                                 | Jeddah                                             | [ 9 ]  |
| 2019  | Inje Challenger                                    | Piran                                              | [ 9 ]  |
| 2019  | Chooks to Go Manila Challenger                     | Riga Ghetto                                        | [ 9 ]  |
| 2019  | Sukhbaatar Challenger                              | Šakiai Gulbelė                                     | [ 9 ]  |
| 2019  | Kaohsiung City Challenger                          | NY Harlem                                          | [ 9 ]  |
| 2019  | Seoul Challenger                                   | Liman                                              | [ 9 ]  |
| 2019  | Edmonton Challenger                                | NY Harlem                                          | [ 9 ]  |
| 2019  | Jeju Challenger                                    | Ulaanbaatar                                        | [ 9 ]  |
| 2020  | Aucune compétition pour cause de pandémie COVID-19 | Aucune compétition pour cause de pandémie COVID-19 |        |
| 2021  | Lipik Challenger                                   | Antwerp                                            | [ 10 ] |
| 2021  | Poitiers Challenger                                | Antwerp                                            | [ 10 ] |
| 2021  | Cergy-Pontoise Challenger                          | Princeton                                          | [ 10 ] |
| 2021  | ING Hamburg Challenger                             | Utena Uniclub                                      | [ 10 ] |
| 2021  | Ghetto Basket Riga Challenger                      | Antwerp                                            | [ 10 ] |
| 2021  | 3X3 Unites Utrecht Challenger                      | Amsterdam Talent&Pro                               | [ 10 ] |
| 2022  | Ulaanbaatar Challenger                             |                                                    | [ 11 ] |
| 2022  | Ultra Novi Sad Challenger                          |                                                    | [ 11 ] |
| 2022  | Poitiers Challenger                                |                                                    | [ 11 ] |
| 2022  | Bordeaux Challenger                                |                                                    | [ 11 ] |
| 2022  | ING Hamburg Challenger                             |                                                    | [ 11 ] |
| 2022  | Pristina Challenger                                |                                                    | [ 11 ] |
| 2022  | Energy Sukhbaatar Challenger                       |                                                    | [ 11 ] |
| 2022  | Québec Challenger                                  |                                                    | [ 11 ] |
| 2022  | Eaubonne Challenger                                |                                                    | [ 11 ] |

## Performances françaises
Les équipes tricolores sont encore peu présentes sur le circuit des Challengers (au 7 avril 2022).
La meilleure performance d'une équipe française reste la place de finaliste de l'équipe de Lyon au Challenger de Manille en 2019.
En 2021, on peut noter[style à revoir] le parcours de l'équipe de Paris qui a atteint les quarts de finale au Challenger de Cergy-Pontoise, ainsi que l'équipe de Nantes qui a atteint les quarts de finale à Poitiers et à Hambourg en 2021.